# キーオン・ホワイト
キーオン・ホワイト（Keion White, 1999年1月20日 - ）は、アメリカ合衆国ノースカロライナ州ローリー出身のアメリカンフットボール選手。現在NFLのニューイングランド・ペイトリオッツに所属している。ポジションはディフェンシブエンド。

## 経歴

### カレッジ
オールドドミニオン大学に入学し、当初はタイトエンドとしてプレーしていた。
2019年シーズンからディフェンシブエンドに転向し、62タックル、3.5サックを記録。オールカンファレンスUSAセカンドチームに選出された。
2020年シーズンは新型コロナウイルス感染を避けるため、試合に出場しなかった。
2021年シーズン開幕前にジョージア工科大学へ転校した。このシーズンは開幕前にバスケットボールをしていた際に足首を骨折し、4試合の出場に留まった。
2022年シーズンは54タックル、7.5サックを記録し、オールACCサードチームに選出された。

### ニューイングランド・ペイトリオッツ
2023年のNFLドラフトにて、全体46位でニューイングランド・ペイトリオッツから指名された。
1年目の2023年は先発4試合を含む16試合に出場した。